# Sydamager
Sydamager er navnet på de store fredede strandengsarealer og og strandoverdrev,   der går fra Kongelunden langs Amagers vest- og sydkyst helt til Dragør. Området ligger i Dragør Kommune, og samlet blev et areal på i alt 350 hektar fredet over mange gange mellem 1939-1984.

## Om fredningen
Fredningen ligger som et op til 500 meter bredt og syv kilometer langt bælte ud til kysten, der overalt er meget lavvandet. Nogle steder er sand, andre steder er mere stenet.
Strandoverdrev og strandenge er de dominerende naturtyper, og flere steder ses sandrevler, og syd for Dragør er dannet en lagunesø. Strandenge overskylles af havvand især om vinteren, og dermed bliver de så saltpåvirkede, at der ikke kan vokse træer og buske på dem. Intensiteten af oversvømmelserne er med til at variere levebetingelserne for planterne.
Danmarks Naturfredningsforening rejste i 1981 fredningssag for Sydamager – fra Dragør til Kongelunden inklusive havterritoriet. Det skete først og fremmest, fordi det er den eneste rimeligt uberørte kyststrækning i Hovedstadsområdet. 
Det er for at bevare det åbne strandengslandskab, det rige fugleliv og tilgodese eventuelle naturvidenskabelige interesser, at området blev fredet. Af samme grund må der ikke ske nogen form for tilplantning, gødskning eller brug af kemiske bekæmpelsesmidler i det fredede område.
Området er en del af Natura 2000-område nr. 143 Vestamager og havet syd for, og dele af det indgår i vildtreservatet Amager vildtreservat.

## Plantelivet
Strandengene langs øens sydkyst er forholdsvis saltpåvirkede. På strandvoldene ses marehalm, sandhjælme, strandarve, strandsennep og i søerne strandkogleaks. Hvis der er dannet mindre laguner, er det muligt også at identificere arter som strandmalurt, annelgræs, engelskgræs samt strandkarse.
De smukke enge vest for Kongelunden, Hestefælleden, rummer soløje, pilealant, marktusindgylden, øresundshønsetarm, liden skjaller, strandfirling og den giftige plante, bulmeurt.

## Dyrelivet
Det er først og fremmest kystfugle, man ser på strandengene. Mange arter, der er tilknyttet havet, yngler i kolonier på engene og slår sig gerne ned på små sandrevler eller småøer i øvrigt. Her er de i fred for de ræve, der om natten vandrer ud på engene og mæsker sig i æg og unger. Om dagen er det kragefugle og rovfugle, de skal tage sig i agt for. På Sydkysten af Amager kan man være heldig at se én af de spættede sæler, der ellers mest holder til ved Saltholm.